# Samodzielna Krasnoufimska Brygada Partyzancka
Samodzielna Krasnoufimska Brygada Partyzancka (ros. Отдельная Красноуфимская партизанская бригада), inna nazwa Złatoustowsko-Krasnofimska Brygada Partyzancka – oddział wojskowy Białych podczas wojny domowej w Rosji
Brygada została sformowana na pocz. 1919 r. na bazie antybolszewickich oddziałów partyzanckich, działających od wiosny 1918 r. na obszarze ujezdu krasnoufimskiego. Jej trzonem był chłopski oddział partyzancki por. A. S. Ryczagowa, który w stopniu podpułkownika (pułkownika)  został dowódcą brygady.  Wchodziła ona w skład IV Syberyjskiego Korpusu Armijnego Frontu Wschodniego. Od lipca 1919 r. działała w ramach Konnej Grupy 2 Armii. Brygada składała się z 1 Krasnofimskiego Partyzanckiego Pułku Strzeleckiego por. Borczaninowa, 2 Kysztymskiego Partyzanckiego Pułku Strzeleckiego sztabskpt. Żuka, Samodzielnego Aczinskiego Dywizjonu Konnego i Samodzielnego Krasnoufimskiego Partyzanckiego Artyleryjskiego Dywizjonu Strzeleckiego. Z powodu niedostatecznej liczby oficerów znaczna część stanowisk dowódczych była obsadzona przez podoficerów. Pod koniec 1919 r. płk A. S. Ryczagow awansował do stopnia generała majora. Brygada brała udział na pocz. 1920 r. w Wielkim Syberyjskim Marszu Lodowym. Została rozbita w rejonie wsi Kemczug.